# City Airways
City Airways (en tailandés: ซิตี้แอร์เวย์) es una aerolínea de Tailandia. Fundada en 2011,  empezó sus operaciones en septiembre de 2012. Tiene rutas entre Tailandia, Hong Kong y China. Su aeropuerto de bandera es Don Mueang.
En 2015, el presidente de City Airways, Yan Zexin, firmó un memorándum con el Banco Industrial y Comercial de China (ICBC) para la compra de diez aeronaves del modelo Comac C919 y otras diez del modelo Comac ARJ21-700.
El 13 de febrero de 2016, la Autoridad de Aviación Civil de Tailandia (CAAT por sus siglas en inglés) sancionó a tres compañías aéreas de Tailandia, a saber, Asia Air, City Airways y Business Air, por violar la regulación civil del país.

## Destinos
Ciudad Airways actualmente vuela a los destinos siguientes:
Hong Kong
- Hong Kong - Aeropuerto Internacional de Hong Kong

Tailandia
- Bangkok - Aeropuerto Internacional Don Mueang Hub
- Phuket – Aeropuerto Internacional de Phuket

## Flota

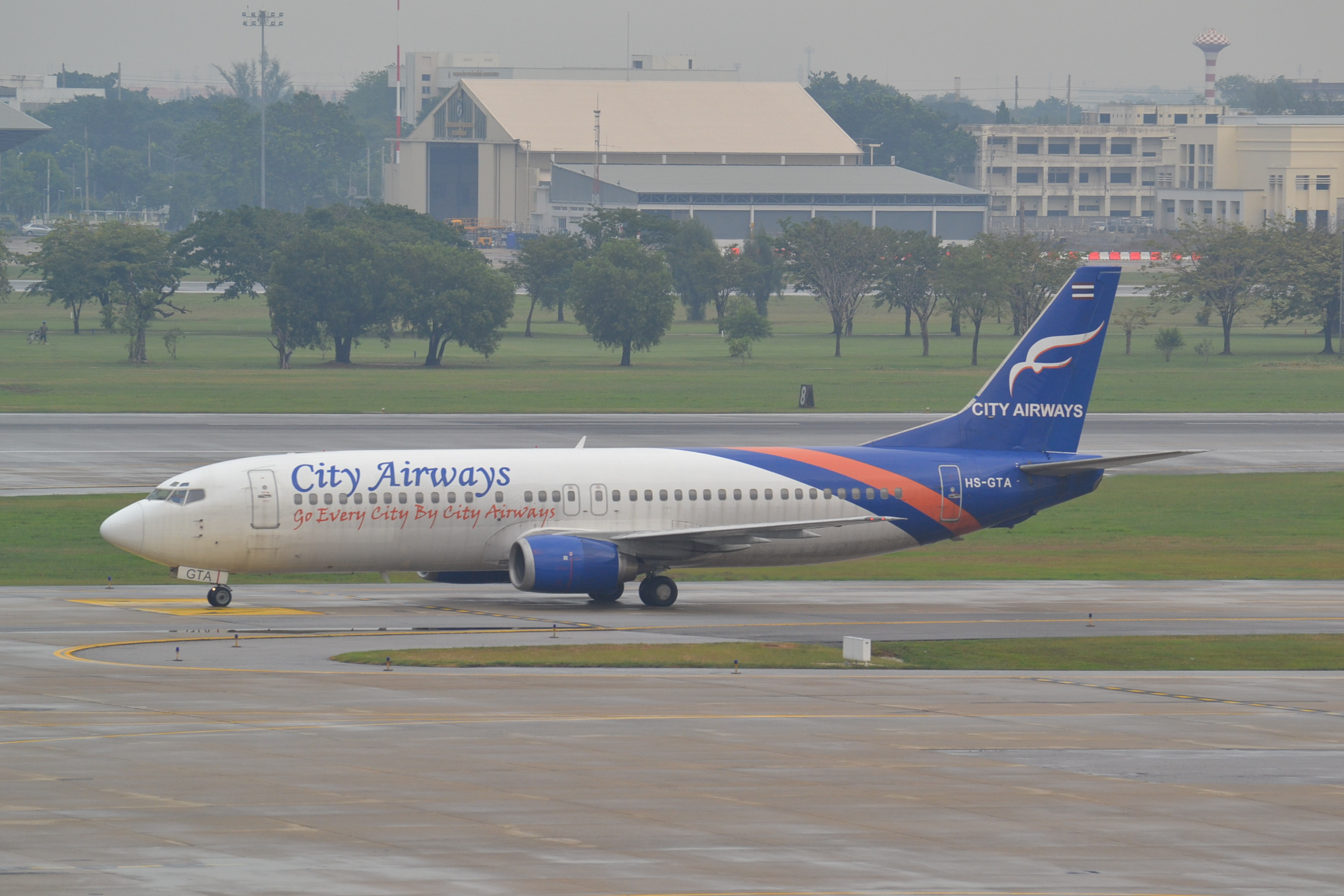
Una Ciudad Airways Boeing 737-400 en Don Mueang Aeropuerto Internacional en noviembre de 2013

Cuando de mayo de 2017, la Ciudad Airways la flota consta de la aeronave siguiente:
| Aeronave        | En Flota | Órdenes | Pasajeros |
| --------------- | -------- | ------- | --------- |
| Boeing 737-400  | 6        | 0       | 168       |
| Boeing 737-800  | 1        | 0       | 189       |
| Comac C919      | 0        | 10      | TBA       |
| Comac ARJ21-700 | 0        | 10      | TBA       |
| Total           | 7        | 20      |           |